# Brazey-en-Morvan
Brazey-en-Morvan település Franciaországban, Côte-d’Or megyében. Lakosainak száma 150 fő (2022. január 1.). Brazey-en-Morvan Liernais, Villiers-en-Morvan, Vianges, Bard-le-Régulier, Blanot és Censerey községekkel határos.

## Népesség
A település népességének változása:
| Lakosok száma | 225  | 162  | 158  | 166  | 139  | 138  | 139  | 142  | 140  | 150  |
|               | 1968 | 1982 | 1990 | 2006 | 2013 | 2015 | 2017 | 2019 | 2020 | 2022 |